# Lel i Polel
Lel i Polel (łac. Leli, Poleli) – boscy bliźniacy w mitologii słowiańskiej. Pierwszy raz wspomnieni w 1519 przez Macieja Miechowitę, który przedstawia ich jako odpowiedników greckich Kastora i Polluksa oraz synów bogini Łady, odpowiedniczki greckiej Ledy. Nie ma powszechnej zgody co do autentyczności kultu Lela i Polela.

## Źródła
Lel i Polel zostali po raz pierwszy wspomniani w Chronica Polonorum przez Macieja Miechowitę, gdzie poprawia on Jana Długosza, który napisał, że Łada był polskim odpowiednikiem rzymskiego boga wojny Marsa:

Czczą oni Ledę matkę Kastora i Polluksa, i bliźnięta z jednego zrodzone jaja, Kastora i Polluksa, co się słyszy do dzisiaj ze śpiewających najdawniejsze pieśni Łada,
Łada, Ileli i Leli Poleli z klaskaniem i biciem w ręce. Ładą przezywając – jak poważam się twierdzić wedle świadectwa słowa żywego – Ledę, nie Marsa, Kastora Leli, Poleli Polluksa.

O bliźniakach wspominają także: Marcin Kromer, Maciej Stryjkowski, Marcin Bielski oraz jego syn Joachim. Alessandro Guagnini twierdził jakoby kult Lela i Polela istniał jeszcze za jego życia w Wielkopolsce. Ksiądz Jakub Wujek również wspomina o „Lelipoleli”.

## Stan badań
Początkowo nie negowano autentyczności bogów Lela i Polela, o czym świadczy ich popularność np. wśród polskich pisarzy, takich jak Ignacy Krasicki, Juliusz Słowacki czy Stanisław Wyspiański.
Aleksander Brückner, który podjął temat polskiego panteonu, kategorycznie odrzucił autentyczność Lela i Polela. Uważał on, że przytoczony przez Miechowitę okrzyk Łada, Łada, Ilela i Leli Poleli jest w rzeczywistości tylko pijacką przyśpiewką, okrzyknikiem podobnym do tere-fere czy fistum-pofistum, a same rzekome imiona wywodził od słowa lelać (kołysać). Mimo znaczącego dorobku Brücknera współcześni badacze zarzucają mu hiperkrytyczne lub wręcz pseudonaukowe podejście do tematu polskiego panteonu.

### Odkrycie archeologiczne
Stosunek do kultu Lela i Polela zmienił się w 1969, gdy na wyspie Fischerinsel na Tollensesee w Meklemburgii odkryto dwie figury kultowe z drzewa dębowego datowane na XI-XII wiek. Jedna z nich ma wysokość 178 cm i przedstawia dwie męskie postaci z wąsami, w nakryciach głowy (hełmach?), które zrośnięte są głowami i tułowiami. Druga, prymitywniejsza figura o wysokości 157 cm, przedstawia postać kobiecą z wyraźnie zarysowanymi piersiami. Zdaniem wielu badaczy te bałwany przedstawiają właśnie Lela i Polela oraz ich matkę Ładę.

### Dalsze badania
Po odrzuceniu hiperkrytycznej postawy Brücknera i odkryciu na wyspie Fischerinsel współcześni badacze podchodzą ufniej do kultu bliźniaków. Przeciwko pochodzeniu imion od pijackich przyśpiewek świadczą imiona własne Lel oraz Lal przytoczone przez Karola Potkańskiego oraz przyśpiew rosyjski Lelij, Lelij, Lelij zelenyj i Łado moje!, gdzie pierwszy wyraz może być związany z gwarowym rosyjskim słowem lelek, które oznaczało silnego, zdrowego młodzieńca. Voditь leli to z kolei korowód kobiecy dla uczczenia młodych mężatek, co pokazuje konotacje obrzędowe i mityczne, które po kilku wiekach mogły stać się pijackimi przyśpiewkami. Od XVII wieku notuje się określenie lelum polelum w znaczeniu „powoli, opieszale” co mogło być efektem desakralizacji. Według Andrzeja Szyjewskiego Lelum i Polelum mogli być zodiakalnymi bliźniakami, a według Aleksandra Gieysztora przynosili szczęście, co odzwierciedlać się może w wierze w magiczną moc podwójnego kłosa. Natomiast według Grzegorza Niedzielskiego Lel i Polel są wymysłem Miechowity, a słowiańskimi braćmi bliźniakami mieli być Łada i Leli, gdzie Łada był bogiem ogniowym, a pozostałością po boskich bliźniakach jest legenda o Waligórze i Wyrwidębie.
Za prawdziwością kultu Lela i Polela może przemawiać też fakt, że Słowianie z całą pewnością znali archetyp boskich bliźniaków, a ich funkcje przejmowali święci. W folklorze śś. Flor i Laur oraz śś. Borys i Gleb zostali zaatakowani przez ognistego żmija i schronili się w kuźni. Gdy żmij wsunął przez szparę język do środka, ci uchwycili go obcęgami i zmusili do posłuszeństwa, następnie zaprzęgli go i zmusili do zaorania ogromnej przestrzeni. W ten sposób powstały Żmijowe Wały, które odtąd ochraniają Ukrainę przed żmijami. Inną parą świętych mogą być św. Mikołaj oraz św. Grzegorz, którzy czasami występowali w triadzie ze św. Eliaszem, Michałem Archaniołem (obaj jako schrystianizowany Perun) czy z Matką Boską (schrystianizowaną Mokosz). Związani byli także z boginią świtu Zorzą.

## Lel i Polel w kulturze

### Literatura
- Janusz Christa: Kajko i Kokosz. („Lelum polelum” to ulubione powiedzenie zbója Łamignata)[16]
- Ignacy Krasicki: Myszeis. („Lelum Polelum Popiel błaga, wzywa”)[17]
- Juliusz Słowacki: Lilla Weneda. (Lelum i Polelum to synowie króla Wenedów porwani przez Lechitów)[18]
- Stanisław Wyspiański: Skałka. („Spraw to, Lelu, przyjacielu”)[19]
- Adam Mickiewicz: Pan Tadeusz. („Kastor z bratem Polluksem jaśnieli na czele; Zwani niegdyś u Sławian: Lele i Polele”)[20]
- Władysław Orkan: Drzewiej. („był Lel, stryj boga, i Łada abo Polel, syn, który mieczem sprawy ładził; był Lelej abo Lelek, opiekun stad”)[21]
- Walery Przyborowski: Lelum-Polelum. Opowiadanie historyczne z X wieku. (powieść historyczna dla starszych dzieci)[22]

### Muzyka
- Lao Che: Lelum Polelum
- Rod: Lelum Polelum (album)[23]
- Sulin: Lelum Polelum

### Geografia
- Lelum i Polelum (wyspy na jeziorze Drawsko w Zatoce Henrykowskiej)[24]